# Nguyễn Phúc Dương
Nguyễn Phúc Dương (chữ Hán: 阮福暘; 1759? - 1777), hiệu Tân Chính vương, là nhà cai trị thứ 10 của chính quyền chúa Nguyễn ở Đàng Trong vào thời kỳ Lê trung hưng trong lịch sử Việt Nam.
Nguyễn Phúc Dương là cháu đích tôn của Vũ vương Nguyễn Phúc Khoát, nhưng do vì tuổi còn bé và những mưu toan trong nội bộ hoàng gia, nên ông bị tước đoạt tư cách thừa kế ngôi chúa. Sau khi chúa Nguyễn Phúc Thuần thất thế trước quân đội Tây Sơn và Trịnh năm 1775, Nguyễn Phúc Dương được dựng làm Đông Cung thế tử, tuy nhiên sau đó ông rơi vào trong tay quân Tây Sơn. Nguyễn Nhạc của Tây Sơn muốn dùng ông làm con bài phục vụ cho mục tiêu chính trị của mình, song ông không hợp tác với Nhạc và chạy trốn vào Gia Định.
Cuối năm 1776, được sự ủng hộ của Lý Tài, Nguyễn Phúc Dương xưng Vương ở Gia Định, cùng với Thái Thượng vương Nguyễn Phúc Thuần vừa tranh chấp với nhau, lại vừa phải đối mặt với quân Tây Sơn mạnh mẽ và tàn bạo. Ngày 19 tháng 9 năm 1777, Nguyễn Phúc Dương thua trận và bị Tây Sơn hành quyết. Năm 1802, một thành viên khác trong hoàng tộc là Nguyễn Phúc Ánh khôi phục lại cơ đồ của họ Nguyễn, thì truy tôn đế hiệu cho 9 đời chúa Nguyễn, riêng Phúc Dương chỉ được truy tặng tước Vương, cộng thêm việc thời gian tại vị của ông khá ngắn và tranh chấp với Định vương Nguyễn Phúc Thuần, nên các sử gia thường không xếp ông vào danh sách các đời chúa Nguyễn.

## Thân thế
Nguyễn Phúc Dương là con trai của Đông cung Thế tử Nguyễn Phúc Hạo (sau được triều Nguyễn truy tặng là Hiếu Tuyên vương), cháu nội của Vũ vương Nguyễn Phúc Khoát, là em con chú của vua Gia Long. Trước kia Phúc Hạo, thường gọi là Đức Mệ, là con trai do Chánh cung sinh ra, nên được Chúa thương yêu và lập làm Đông Cung thế tử. Phúc Dương là con trai của Phúc Hạo, không rõ chào đời vào năm nào. Vì khi đó trong hoàng tộc các trẻ sinh ra thường hay chết non, nên Vũ vương quy định lúc nhỏ thì con gái cho ăn mặc xưng hô như con trai, con trai ăn mặc xưng hô như con gái, để cho dễ nuôi. Sử sách của nhà Nguyễn mô tả Hoàng tôn Dương: tuổi trẻ, người đẹp, mày mắt như tranh vẽ, có đức độ, được dân tình trông mong.
Thế tử mất sớm (1760), mà Dương thì còn thơ ấu. Lúc đó Hoàng tử lớn nhất là Chương cũng đã chết. Hoàng tử thứ hai Nguyễn Phúc Luân (phụ thân của Nguyễn Phúc Ánh) trở thành lựa chọn hàng đầu để chính vị sau này. Tuy nhiên năm 1765, khi Vũ vương qua đời, Trương Phúc Loan giam Nguyễn Phúc Luân, lập Hoàng tử thứ 16 là Nguyễn Phúc Thuần do bà Công nữ Nguyễn Phúc Ngọc Cầu sanh ra, làm chúa, xưng là Định vương. Trương Phúc Loan được phong lên làm Quốc phó, thi hành chính sách tầm xàm làm người trong nước đều oán giận. Nguyễn Phúc Luân sau đó chết trong ngục vào ngày 24 tháng 10 năm 1765.

## Trở thành Thế tử
Trương Phúc Loan sau khi nắm quyền thì tham lam, bạo ngược và chuyên quyền, ra sức cướp bóc của dân để làm giàu khiến lòng người oán giận, thế nước suy yếu. Trước tình hình đó, vào năm 1771, ba anh em ở đất Tây Sơn là Nguyễn Nhạc, Nguyễn Lữ và Nguyễn Huệ dựng cờ khởi nghĩa, dùng danh nghĩa lật đổ quyền thần họ Trương và ủng hộ Hoàng tôn Dương lên ngôi chính thống. Khẩu hiệu đó được thể hiện qua hai câu nói
Binh triều là binh quốc phó
Binh ó là binh Hoàng tôn
Năm 1773, quân nổi dậy Nguyễn Nhạc đánh chiếm Quy Nhơn. Đầu năm 1775, quân Trịnh do Hoàng Ngũ Phúc chỉ huy tiến vào đánh chiếm Phú Xuân. Nguyễn Phúc Dương theo chú là Định vương Nguyễn Phúc Thuần vào Quảng Nam. Các tướng Nguyễn Cửu Dật, Tôn Thất Tĩnh, Tôn Thất Kính, Tôn Thất Chú, Nguyễn Cửu Thận, Đỗ Thanh Nhơn, Trương Phước Dĩnh liên danh tâu rằng
Hoàng tôn Dương vốn có đức hiền, trong ngoài đều trông mong, xin sớm đặt làm trừ nhị để mưu đồ cuộc khôi phục.
Chúa đành phải lập hoàng tôn Dương làm thế tử, cai quản công việc ở Quảng Nam. Không lâu sau, Nguyễn Nhạc và Lý Tài đem hai đạo binh đến đóng ở cửa biển Hiệp Hòa và sông Thu Bồn. Trước tình thế nguy cấp, Đông cung Nguyễn Phúc Dương chạy về Câu Đê, còn chúa Nguyễn cùng với Vương tử Ánh thì chạy vào Gia Định. Ngay lúc đó Hoàng Ngũ Phúc của Trịnh thừa cơ đánh vào đồn Câu Đê, Nguyễn Phúc Dương phải bỏ đồn mà chạy, quân Trịnh bắt được mẹ và vợ của Phúc Thuần đem về.

## Trong tay Tây Sơn
Khi đó Nguyễn Nhạc ở Quy Nhơn đang bị kẹp giữa Trịnh và Nguyễn, tình thế rất khó khăn. Nguyễn Nhạc muốn bắt ông để mượn tiếng sai bảo mọi người, bèn sai Thống suất Diện, tiên phong Tường đem 2.000 quân đóng đồn ở Thúy Loan và Bồ Bản, Tập Đình và Lý Tài đem 2.000 quân đóng đồn ở Ba Độ, đốc chiến Phong, hổ tướng Hãn đem 2.000 quân đóng ở Hà Thân làm hạ đạo, hẹn ai rước được Đông cung thì có trọng thưởng. Phúc Dương sai Giáo Quý đến thuyết phục Diện và Tường đầu hàng, vì lẽ Tây Sơn bị Trịnh - Nguyễn kẹp ở hai đầu, khó mà tồn tại lâu được.
Tháng 5 năm đó, Tập Đình và Lý Tài đem quân truy đuổi Nguyễn Phúc Dương và 2.000 quân Diện, Tường đang trên đường bỏ chạy. Nguyễn Phúc Dương bị quân Tây Sơn bắt được ở đất Ô Da, đưa về Hội An. Tập Đình nhiều lần có ý muốn hại ông, nhưng do Lý Tài ngăn cản, nên việc không thành. Từ đó Đông cung với Lý Tài có cảm tình với nhau. Sau đó Nguyễn Nhạc bị quân Trịnh đánh một trận tơi bời, bèn rước Thế tử về Quy Nhơn, và có ý dựng ông làm Vương để tìm kiếm sự ủng hộ từ các nhân sĩ Nam Hà. Mùa hạ năm đó, Tống Phước Hiệp của nhà Nguyễn tiến quân thu lại được Phú Yên, và sai Bạch Doãn Triều đến buộc Nguyễn Nhạc trao trả Đông cung. Nhạc vừa giả vờ nhận lời, vừa đem hết của báu cất dấu trên núi Tây Sơn, rồi dời Đông cung đến Hà Liêu, An Thái để tránh. Trước tình thế hai đầu đều có địch, Nguyễn Nhạc dùng cách giả hàng với họ Trịnh, sai đem vàng bạc đến quân Hoàng Ngũ Phúc xin hàng, cầu làm quân tiên phong đánh chúa Nguyễn. Tống Phước Hiệp vẫn cho rằng Tây Sơn sẽ trả lại thế tử, nên lơ là phòng bị. Chớp thời cơ đó, Nguyễn Nhạc sai em là Nguyễn Huệ dẫn quân đánh Tống Phước Hiệp ở Phú Yên, Hiệp phải rút quân về Hòn Khói.
Nguyễn Nhạc đưa Đông cung về đất Bồng Giang, đem con gái là Thọ Hương gả cho, lại tặng cho nhiều vàng bạc gấm vóc và cắt huyện Bình Sơn làm của hồi môn, xin Thế tử lên ngôi vương, nhưng ông không nhận. Về việc này, nhiều sĩ phu từng theo giúp Tây Sơn vì ngọn cờ tôn phò Hoàng tôn đã dần bỏ theo hàng phe chúa Nguyễn, trong đó có Châu Văn Tiếp và Lý Tài. Đến đầu năm 1776, Nguyễn Nhạc thấy thế lực mình mỗi ngày mỗi mạnh nên tự xưng là Tây Sơn vương, đưa Nguyễn Phúc Dương về chùa Thập Tháp.
Mùa thu năm 1776, Nguyễn Phúc Dương lén bàn với các gia thần về việc bỏ trốn khỏi tay người Tây Sơn. Ông hẹn với người chủ thuyền tên là Tiến đón mình ở Hổ Kỵ. Ngày 17 tháng 11, Thế tử cùng với Trương Phước Dĩnh và mưu sĩ Quý nhân ban đêm lên thuyền trốn về nam. Người lái thuyền lo sợ ngược gió, nhưng Phúc Dương trấn an ông ta. Quả nhiên khi thuyền khởi hành thì gió thuận, thuyền đi rất nhanh. Ngày 19 tháng 11, thuyền đến hải phận Vị Nê, thì gặp Tôn Thất Xuân cũng từ Quảng Nam đi đến, hai bên gặp nhau và cùng đến Gia Định.

## Làm vương ở Gia Định

### Tranh chấp nội tộc
Khi Thế tử về tới Gia Định thì xảy ra tranh chấp giữa Đỗ Thanh Nhơn và Lý Tài (tướng Tây Sơn, nay đã hàng nhà Nguyễn). Hai người này sẵn bất bình với nhau, nhân khi Tống Phước Hiệp, trụ cột của nhà Nguyễn, mới vừa chết đi, Tài bèn chỉ huy quân Hòa Nghĩa từ núi Châu Thới đánh úp quân Đông Sơn của Nhơn. Nhơn chống cự không nổi, phải đắp lũy từ sông Bến Nghé đến Bến Than để cố thủ. Đến đây Đông cung xin chúa cử Tham mưu Nguyễn Danh Khoáng đi dụ Lý Tài. Lý Tài không tin và bắt giam Danh Khoáng, lại cho quân đánh mạnh vào lực lượng Đông Sơn của Đỗ Thanh Nhơn ở Sài Gòn. Khi đó xa giá của Thế tử đến, Thế tử sai người mở cờ làm hiệu, cờ có sáu chữ:
Đông cung phụng mệnh chiêu an
Lý Tài trông thấy Thế tử, phủ phục lạy tạ, rồi đưa Thế tử về Dầu Mít. Mấy ngày sau Thế tử sai Nội tả Nguyễn Mẫn đi Sài Gòn úy dụ quan quân, chiêu an dân chúng.
Ngày 11 tháng 12 năm 1776, Lý Tài rước Đông cung Thế tử về Sài Gòn, đóng ở chùa Kim Chương, ngoại thành Gia Định. Ngày 14 tháng 12, Lý Tài ép Nguyễn Phúc Thuần triệu tập các quan văn võ, tuyên cáo nhường ngôi cho Đông cung. Đông cung cho rằng sự thế đương ngặt nghèo, bất đắc dĩ phải vâng mệnh, xưng là Tân Chính vương, tôn Phúc Thuần làm Thái thượng vương. Ông thăng Tôn Thất Chí làm Thiếu phó, Tôn Thất Xuân là Chưởng cơ, Lý Tài làm Bảo giá Đại tướng quân. Ngoài ra đều cho thăng trật theo thứ bậc.
Thái Thượng vương sau đó theo lời Nguyễn Ánh, định nương nhờ với Đỗ Thanh Nhơn ở Đông Sơn. Lý Tài được tin, đem quân đến bức Thái Thượng vương dời ra Dầu Mít. Tân Chính vương không thể ngăn được, bèn khiến Trương Phước Dĩnh theo hộ giá. Ngày hôm sau lại rước giá trở về Sài Gòn. Như vậy nội bộ chúa Nguyễn lại chia ra thành hai phe: Tân Chính vương - Lý Tài và Thái Thượng vương - Vương tử Ánh - Đỗ Thanh Nhơn. Điều này bị coi là rất tai hại cho nhà Nguyễn trong bối cảnh Tây Sơn đã tới rất gần.
Tháng 4 năm 1777, Tây Sơn Nguyễn Huệ đem quân thủy bộ tiến đánh miền Nam. Tân Chính vương lưu Lý Tài lại giữ Sài Gòn, rồi tự đem quân tiến đóng ở Trấn Biên. Quân nhà Nguyễn liên tiếp thua trận, Tân Chính vương bàn việc với các tướng, rồi ông theo lời khuyên của Tham tán Nguyễn Đăng Trường, lại rút quân về Sài Gòn, để Tống Phước Long giữ Trấn Biên. Sau đó ông sai Lý Tài ra ứng chiến với Tây Sơn, nhưng Lý Tài lại đi nhầm vào căn cứ quân Đông Sơn của Đỗ Thanh Nhơn, và bị giết ở đó.

### Cái chết
Sau cái chết của Lý Tài, hai phe của nhà Nguyễn giảng hòa và dựa lưng vào nhau cùng chống Tây Sơn. Trương Phước Thận đưa Tân Chính vương chạy về Tranh Giang, còn Thái Thượng vương đóng ở Tài Phụ (thuộc Ba Giồng). Chúa bảo với Tân Chính vương rằng:
Phía sau Tranh Giang vương tự đương lấy, phía trước Tài Phụ thì ta cáng đáng.
Tháng 5 năm 1777, quân Tây Sơn chia làm 2 đường đánh cả Tranh Giang, Tài Phụ. Thái Thượng vương chạy ra Long Hưng. Quân Nguyễn thảm bại ở cả hai nơi, Tân Chính vương phải lui về Trà Luật, hội quân cùng Tống Phước Thiêm ở Ba Việt. Chúa sai Tống Phước Hựu giữ Mỹ Lung, Tống Phước Thiêm giữ Hương Đôi, Tống Phước Hòa lĩnh chư quân bảo vệ trận địa để chống giặc. Sau đó, Nguyễn Huệ thêm quân đánh Hương Đôi. Phước Thiêm chạy về Ba Việt.
Nguyễn Phúc Dương thấy quân ít, thiếu lương định chạy vào Bình Thuận hợp binh với Châu Văn Tiếp nhưng chưa thành thì Tây Sơn tấn công Ba Việt, Tống Phước Hòa tự sát. Thấy không thể chống cự được, ông hứa với Nguyễn Lữ là sẽ nạp mình nếu quân và dân trong đồn không bị thảm sát. Nguyễn Lữ bằng lòng, nhưng chẳng bao lâu sau vào ngày 19 tháng 9 ông và 18 người đi theo đều bị giải về Gia Định và bị sát hại. Gần một tháng sau, Thái Thượng vương cũng bị bắt và giết, nhiều người dòng họ chúa Nguyễn bị bắt cũng đều bị Tây Sơn thảm sát, trừ Nguyễn Phúc Ánh. Ngoài ra, cũng vì Lý Tài đã giúp đỡ chúa Nguyễn Phúc Dương mà quân Tây Sơn cũng giết chết nhiều người Hoa ở cù lao Phố và Gia Định. Ông ở ngôi chúa chưa tới 1 năm.

## Di sản
Sau cái chết của hai vương Nguyễn, nhà Nguyễn cũng chấm dứt một giai đoạn đen tối, suy vong trong lịch sử họ Nguyễn, với những tranh chấp quyền lợi riêng tư trong "cái thế nghiêng ngửa của dòng họ". Nguyễn Phúc Ánh được tôn lên ngôi chúa, lãnh đạo chính quyền họ Nguyễn chống chọi với Tây Sơn suốt 25 năm tiếp theo (1778 - 1802), cuối cùng đã thống nhất sơn hà, lập ra triều Nguyễn.
Ban đầu, Nguyễn Phúc Dương được ban thụy là Hiếu Huệ vương thờ ở án thứ sáu tại Thái Miếu ở Gia Định. Năm Giáp Tý (1804) vua Gia Long (Nguyễn Phúc Ánh) cải thụy là Cung Mẫn Anh Đoán Huyền Mặc Vĩ Văn Mục Vương（恭敏英斷玄默偉文穆王). Năm 1809, hài cốt của ông được đưa về mộ ở Long Hồ, thờ chung viên tẩm với cha là Tuyên vương Phúc Hạo.